# 佯狂者
佯狂者（ようきょうしゃ　英：Holy Fools, fools for Christ／仏：fol en Christ／独：heilige Narr）とは、狂気・愚かさを装って人々を驚かす愚行・非行を行う者を指す言葉。ロシア正教にはそうした者たちをある種の神聖さに近づいている存在「聖なる愚者」として畏敬する伝統があり、かれらが正式に聖人・聖者として位置づけられると「佯狂者」の称号が与えられる。
ロシア語で「ユロージビイ jurodivyj (Юродство)」と称され、これを日本ハリストス正教会が正式な訳語として「佯狂者」と呼んでいる。他に「聖愚者」「瘋癲行者（ふうてんぎょうじゃ）」「至福者」などの訳語がある。

## 概要

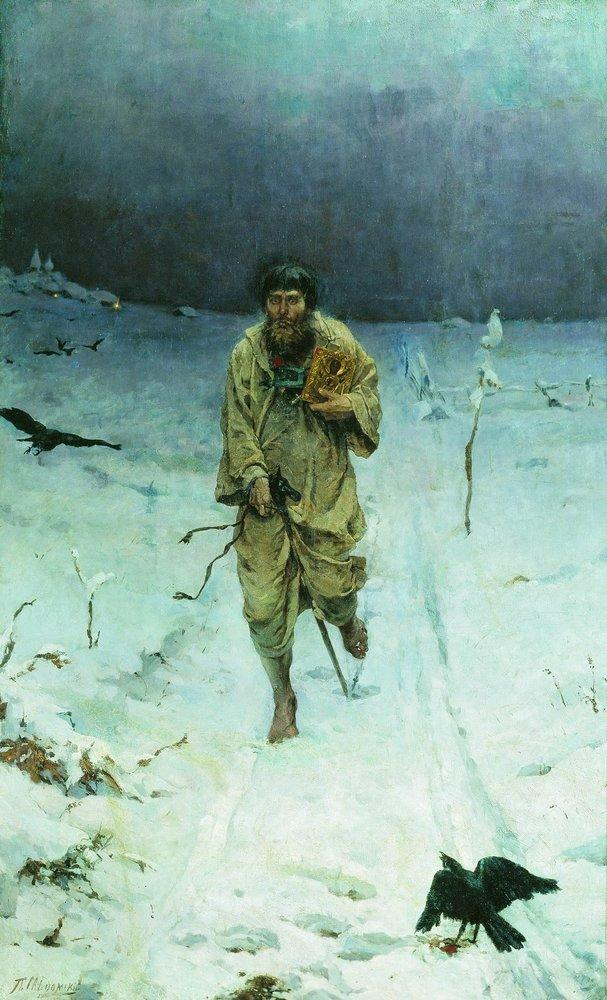
パーヴェル・スヴェドムスキー『佯狂者』

佯（よう）の語義は「まねをする、振りをする」で、「佯狂」は「いつわって狂気をよそおうこと」を意味する。ロシア正教会の見解によれば、佯狂者・聖なる愚者は、自らの完全性を世間の目から隠し、世俗的賞賛の虚栄を避けるために、すすんで狂気の仮面を引き受ける。そうした彼らの奇矯なふるまいの背後に、正しい心や高度の道徳性・敬虔さが感じられるとき、彼らは単なる狂人ではなく「聖なる愚者」とみなされることになる。
狂気・愚行を畏敬する心性の歴史は古代エジプト、ギリシャにまでさかのぼるとされるが、これを教会において聖人とみなす伝統はギリシャ正教などでは早くに衰退し、ロシア正教にのみ残った。
キリスト教の文脈では、聖なる愚者の偽装された狂気は、イエス・キリストが示した「ケノーシス kenosis（自己無化）」と比較されることがある。新約聖書にある次のような一節がその典拠とされる。
東方ビザンチン教会では、この聖なる愚者を「サーロス salos」と呼び、列聖された者は数名のみである。しかしロシアでは彼らを上述のとおり「佯狂者＝ユロージビイ 」と呼んで、14世紀から17世紀ごろまで繰り返し列聖が行われた。その後、教会ではこの伝統を中断してしまう。佯狂者を装って食事や施しをねだり、常識を超える反道徳的なふるまいをする乱用者・偽狂人がはびこったためとされる。しかし教会の禁止にもかかわらず、一般民衆の間では聖なる愚者に対する素朴な畏敬の念はその後も続いてゆく。
東方ビザンチン教会の聖なる愚者（サーロス）として有名な例は、10世紀の聖アンドレイである。彼はコンスタンティノープル郊外のブラケルナ聖堂において、異教徒の侵攻から民衆を庇護する聖母を目撃したという。これがロシアへ伝わり、12世紀以降、土着の習俗とも融合しながらロシア正教における農耕祭儀の聖者として崇敬を集めたとされる。
ロシアの多くのユロージビイの中ではブレジエニイ（幸いなる者）と称された、モスクワの聖ワシリイが最も知られている。正確な記録は残っていないものの、古くから伝わる民間伝承によると、15世紀半ばに靴屋の徒弟として幼少期を送っていたワシリイは、あるときすべてを捨て、厳冬のモスクワで裸に襤褸をまとってさまよう放浪生活に入った。
善意の人から衣服を与えられても他人に与えてしまい、施しを受けたわずかな素食で暮らしていたが、あるときイワン雷帝の治世に、彼が住処としていた洞窟で雷帝と遭遇する。ワシリイが自らの血をグラスに注いで雷帝による大虐殺を非難すると、雷帝は恐懼して新たな住民殺戮の中止を下命、そしてグラスの血は葡萄酒に変わったと伝えられる。ワシリイは1557年に没し、その遺体はモスクワの赤の広場にイワン雷帝によって建立された大聖堂内に安置された。この大聖堂は通称「至福者聖ワシリイ大聖堂」とも呼ばれ敬愛を受け続けている。
- 佯狂者聖アンドレイ
- 洞窟のイサク
- 聖ワシリイ・ブラジェンヌィ
- ユリエヴェツのシモン

## 関連文献
- Ivanov, Sergey A. Holy Fools in Byzantium and Beyond, tr. by Simon Franklin, Oxford University Press, 2006.
- Krueger, Derek. Symeon the Holy Fool: Leontius's Life and the Late Antique City, University of California Press, 1996.
- ユーリー・クーパー （三好麻子訳）『モスクワの聖なる愚者たち』（社会思想社、1978）
- 中村嘉和「瘋癲行者覚書」（『言語文化』(6),一橋大学語学研究室,1969-11）
- 『曙光　長司祭牛丸康夫遺稿集』発行：牛丸忍、編集：及川信（同遺稿集内収録の『正教会の聖人について』）